# Astreptosyllis acrassiseta
Astreptosyllis acrassiseta är en ringmaskart som beskrevs av Kudenov och Dorsey 1982. Astreptosyllis acrassiseta ingår i släktet Astreptosyllis och familjen Syllidae. Inga underarter finns listade i Catalogue of Life.